# 和歌山ラーメン

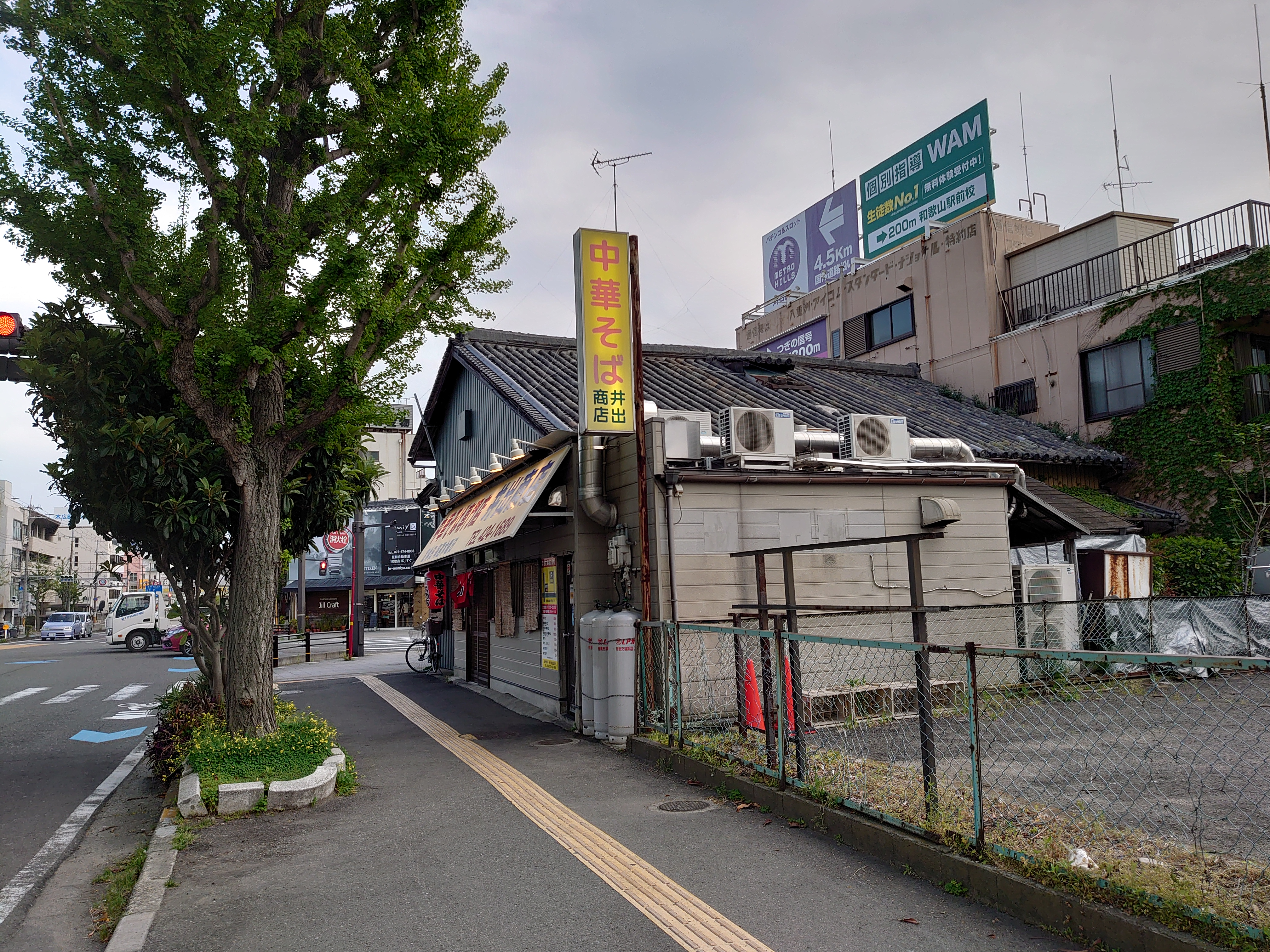
和歌山ラーメンの代表的店舗、井出商店（和歌山市田中町）。テレビでもたびたび取り上げられる有名店で、和歌山駅からほど近いこともあり、週末には観光客が行列をなす。

和歌山ラーメン（わかやまラーメン）は、主に和歌山県和歌山市で提供されているご当地ラーメンである。

## 概要

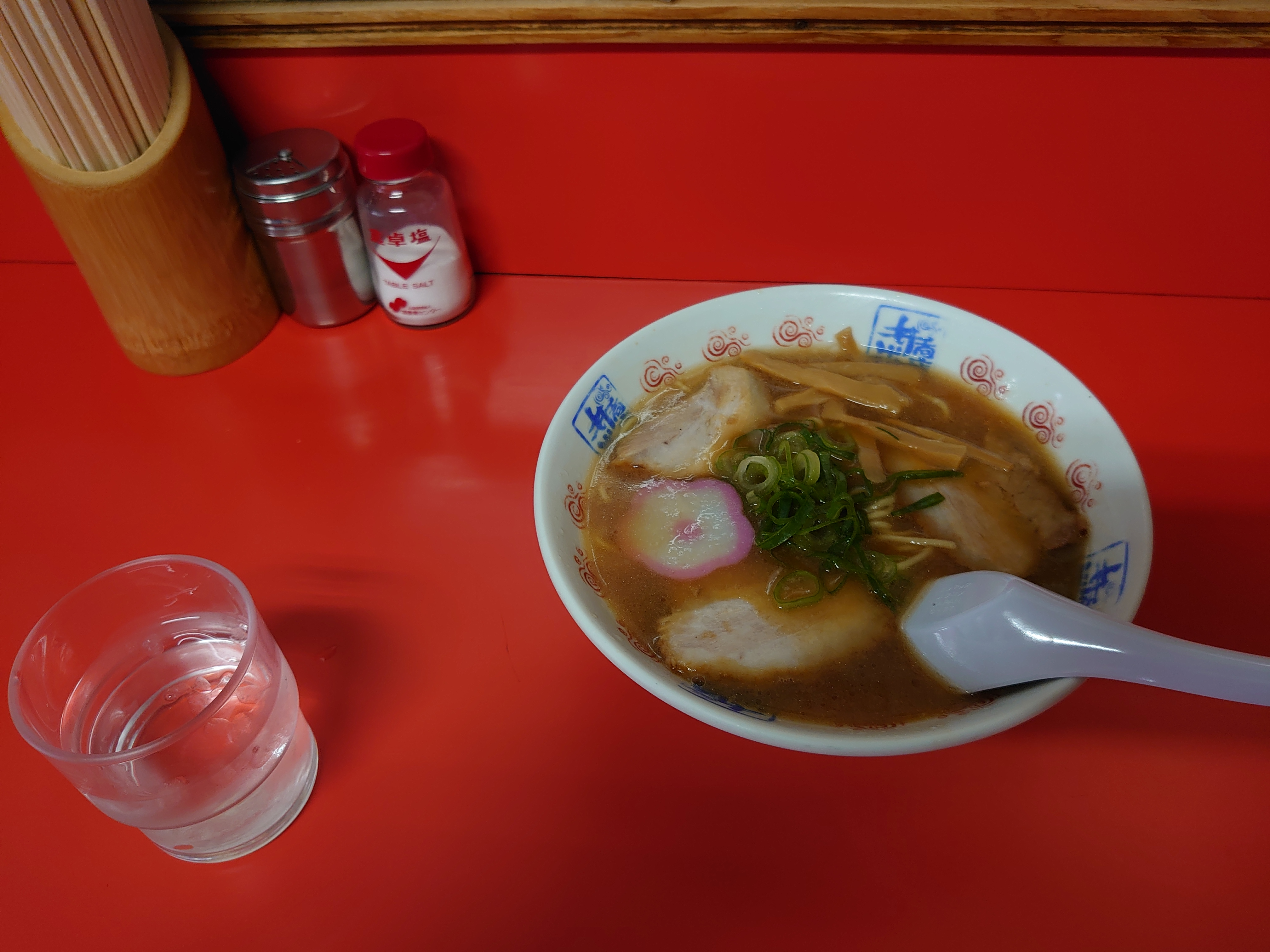
井出商店の中華そば。ラーメンは「中華（ラーメン）」と「特（チャーシューメン）」（と大盛）、サイドメニューは寿司と玉子（と煮玉子）しかない潔いラインナップが基本的な和歌山ラーメンの特徴である

大きく分けて「車庫前系」と「井出系」に分かれる。
醤油スープはどちらも同じであるが、澄んだ醤油スープが「車庫前系」、白濁した豚骨醤油スープが「井出系」と呼ばれる。「井出系」は発祥とされる井出商店に由来する。
ラーメンの具材としてはチャーシュー、メンマ、ネギは他の地域にもみられるが、カマボコが入るのが特徴的と言える。麺はストレートでやや縮れている黄色い麺を使用していることが多い。また、注文したラーメンが提供されるまでは卓上にあるゆで玉子や巻き寿司、早なれ寿司（鯖のバッテラ寿司）を食べながら待つのが和歌山ラーメンのスタイルとなっている。なお、これらは無料提供品ではなく、自己申告によって会計されて支払いの対象となる。
「車庫前系」「井出系」の2系統に分類したのは武内伸であり、同様に自己申告制の会計システムについても武内は「他県では見られない」と分析している。
日本全国的には「井出系」のほうが知名度が圧倒的に高く、井出商店そのものが新横浜ラーメン博物館に出店したり、アメリカの主要テレビ局で「日本一美味しいラーメン」として紹介され、市販の即席麺が流行したなどもあって、「和歌山ラーメン」といえば「井出系」を連想する人のほうが多い。
和歌山大学システム工学部の床井浩平准教授は和歌山ラーメンが埋もれていた理由を地元の人にとっては日常の食卓の延長であり、和歌山の「中華そば」が特徴的なものだと認識していなかったことにあると指摘すると共に、人気となった理由を屋台発祥で複雑な調理ができないのでリピーターを獲得するために積み重ねた工夫と手間が評価されたものと指摘している。

## 歴史

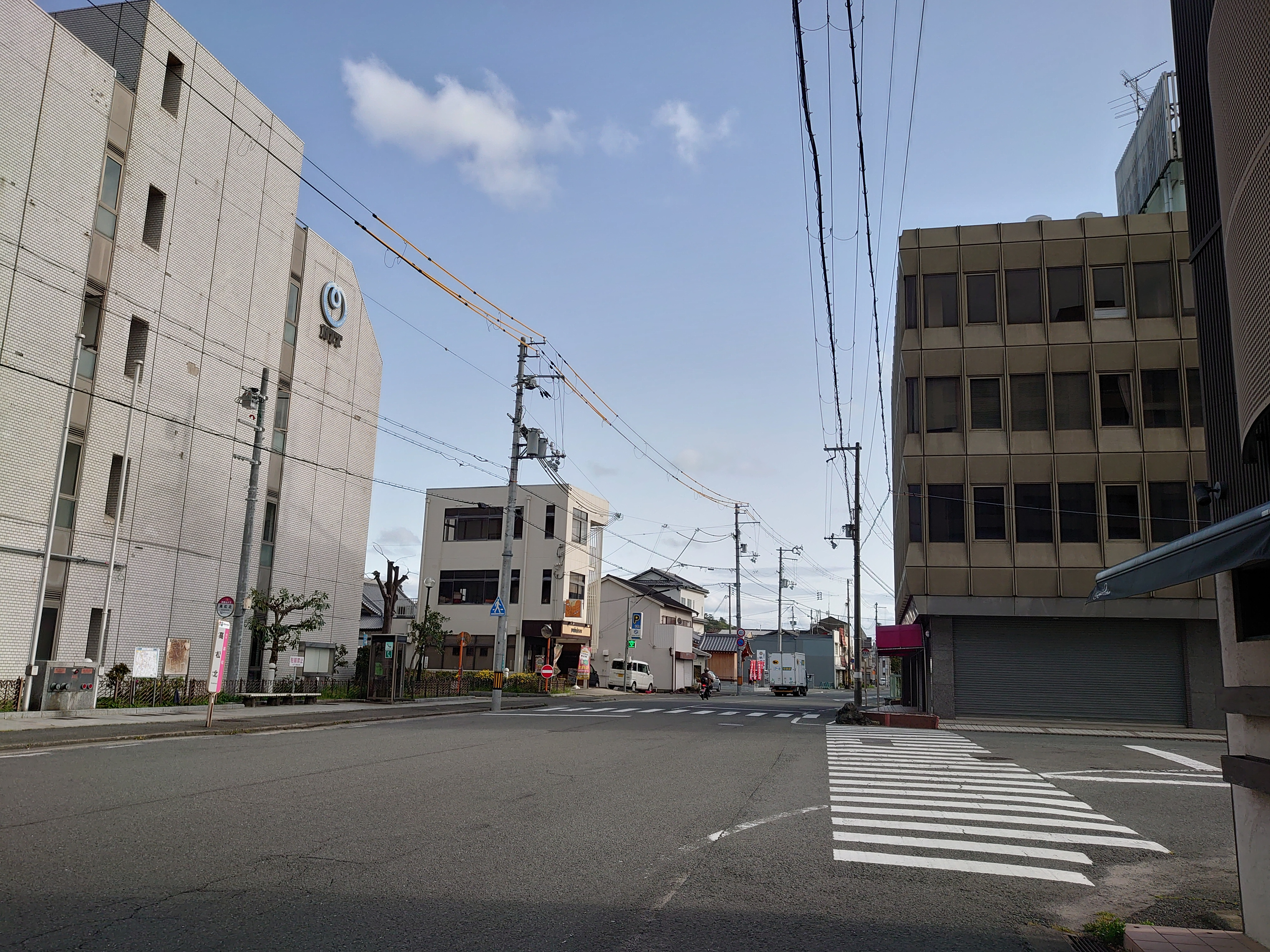
和歌山ラーメン発祥の地、旧・車庫前（和歌山市西高松）。1971年に路面電車が廃止された後も「車庫前」の地名は長く残ったが、カメラの西本 車庫前本店（写真右）が2020年6月に閉店、和歌山バス「車庫前停留所」（写真左）が2021年6月に「高松北停留所」に改称するなど、2020年代にも入ると「車庫前」の記憶は消えつつある

かつて和歌山市内を走っていた路面電車の南海和歌山軌道線の車庫前駅は当時の繁華街でもあった。戦後間もなく、車庫前駅の周辺で「〇髙」という屋台のラーメンが支持を集め、他の屋台も〇髙の味を模倣するようになっていった。この系統が「車庫前系」と呼ばれる。
井出商店も当初は「車庫前系」の澄んだ豚骨醤油スープであったが、繁盛店になると客足が増え、スープが煮詰まるようになった。煮詰まったスープを飲んでみると、まろやかでありコクもあって美味であった。そこで、最初から長時間炊いたスープを作ったところ、客に人気となった。
「井出系」は「井出商店」の弟子を中心に広まったが、少数派であった。
なお、この時点では「和歌山ラーメン」という認識はなく、「中華そば」「中華」の名であった。
「和歌山ラーメン」という呼び方が使われるようになったのは1990年代後半からで、東京に出店した「まっち棒」が初めて和歌山ラーメンという名称を用いたのが始まりである。「まっち棒」のラーメンは「井出系」を模しているが、「関東風和歌山ラーメン」であるとする意見もある。この他にも「のりや食堂」なども東京に和歌山ラーメンを知らしめたパイオニアと言える。
1998年元日に放映されたTVチャンピオン「日本一うまいラーメン決定戦」で石神秀幸が井出商店を推薦、全国の並み居る強豪店を抑えて優勝した。更に井出商店は新横浜ラーメン博物館に臨時出店するなどし、首都圏を中心にして人気に火が付いた。それにより、テレビや雑誌にも和歌山の中華そば屋が盛んに取材されるようになり、また大手即席麺メーカーからもカップラーメンが発売されたことなどによって和歌山ラーメンという名称が認知されるようになった。また、この和歌山ラーメンの開拓は、徳島ラーメンや旭川ラーメンなど新たな全国ご当地ラーメンブームの火付け役にもなっている。
2006年10月27日、和歌山県製麺協同組合が地域団体商標制度を利用して商標権（指定商品又は指定役務：「和歌山県産のスープ付き中華そばのめん」）を取得している。

## 分類
「井出系」「車庫前系」「グリーンコーナー」の3系統が大手である。

### 井出系
井出商店（和歌山市田中町）を本家として、その味を受け継いだ店舗の総称。げんこつベースのスープで、味は濃い。

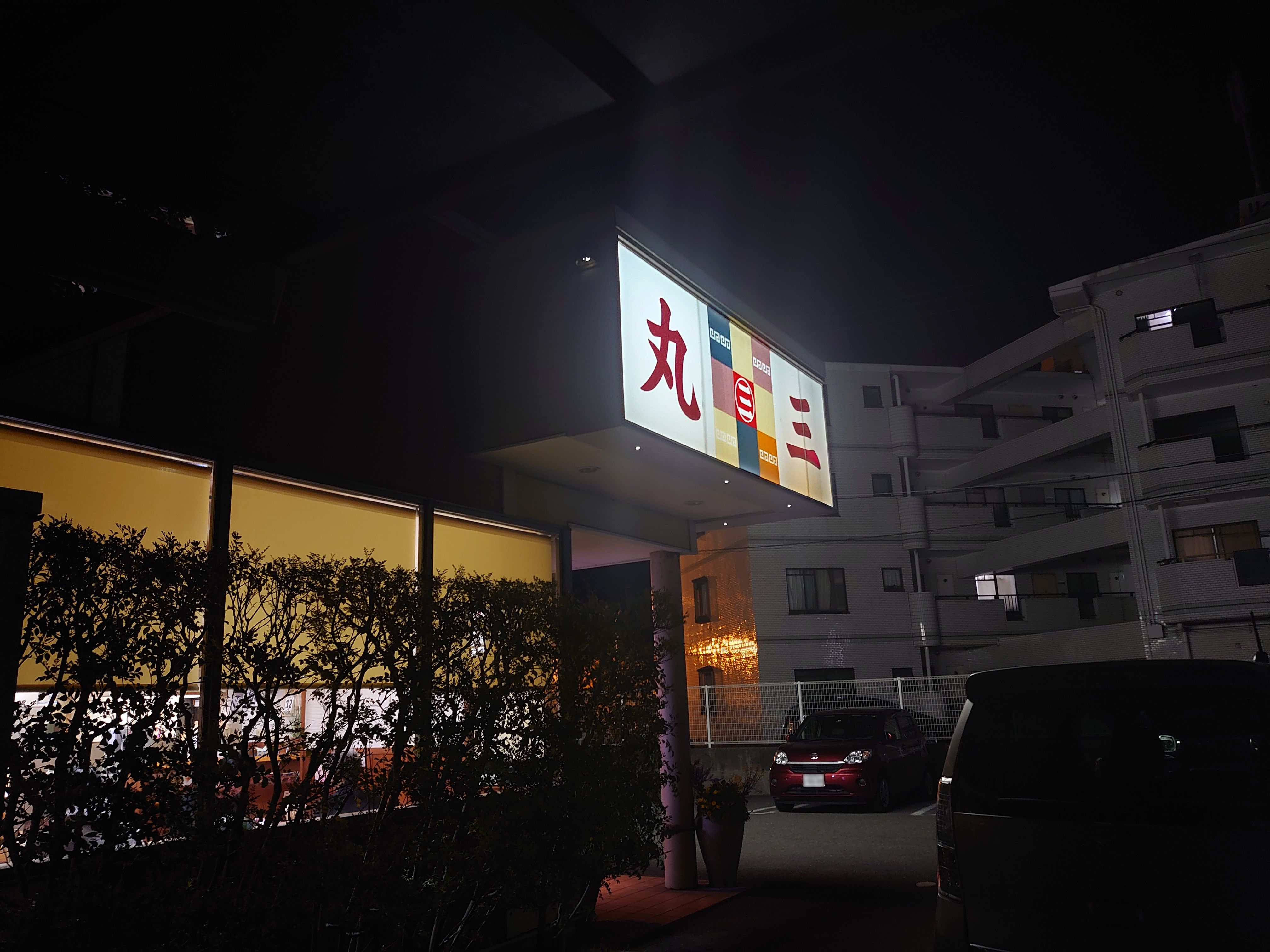
中華そば専門 丸三（和歌山市塩屋）。井出の身内がやっており、味は近い
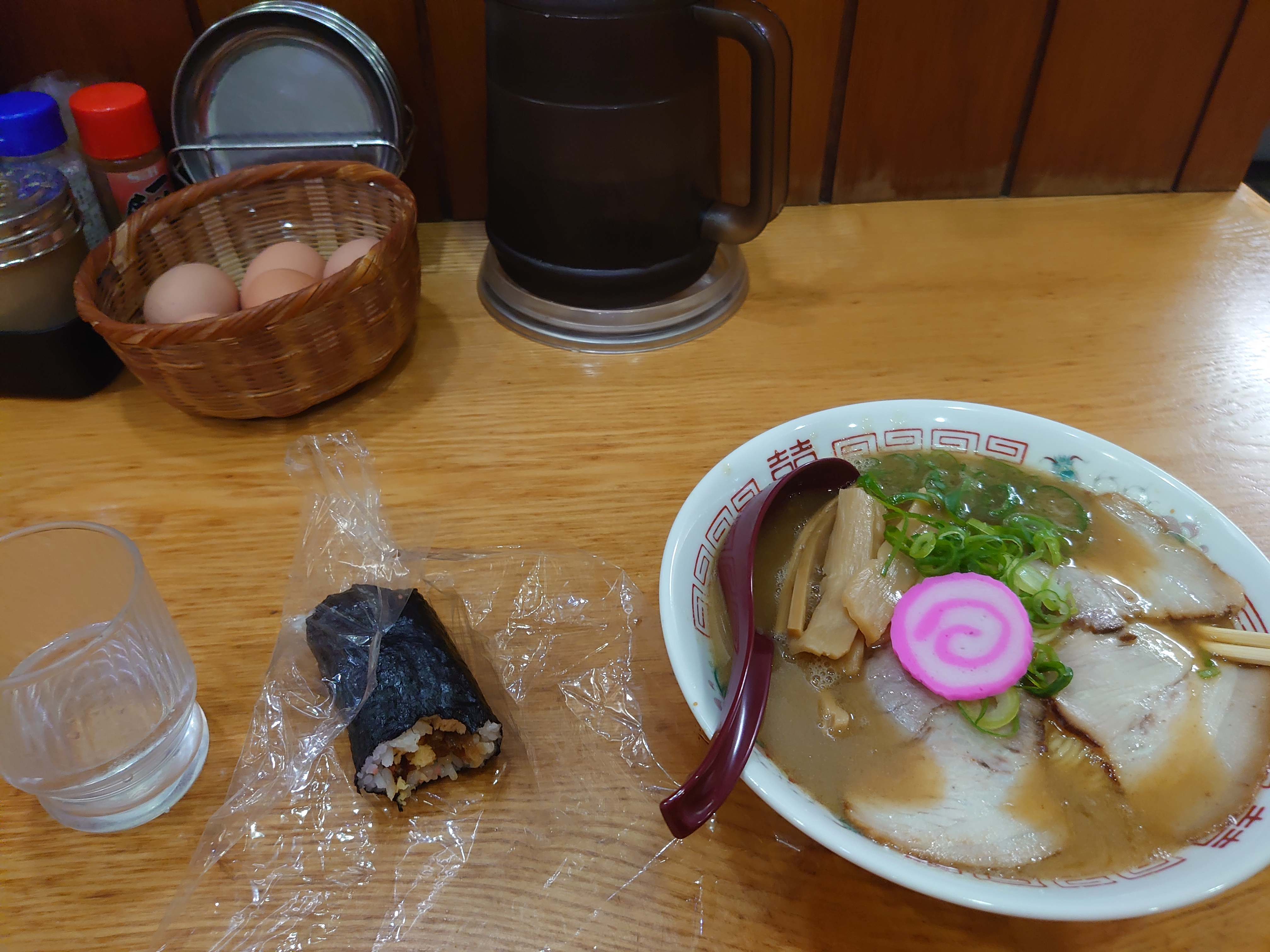
丸三の中華そば（大盛）。サイドメニューとして寿司と玉子があり、それらを食べている間にラーメンが出来上がる段取りである
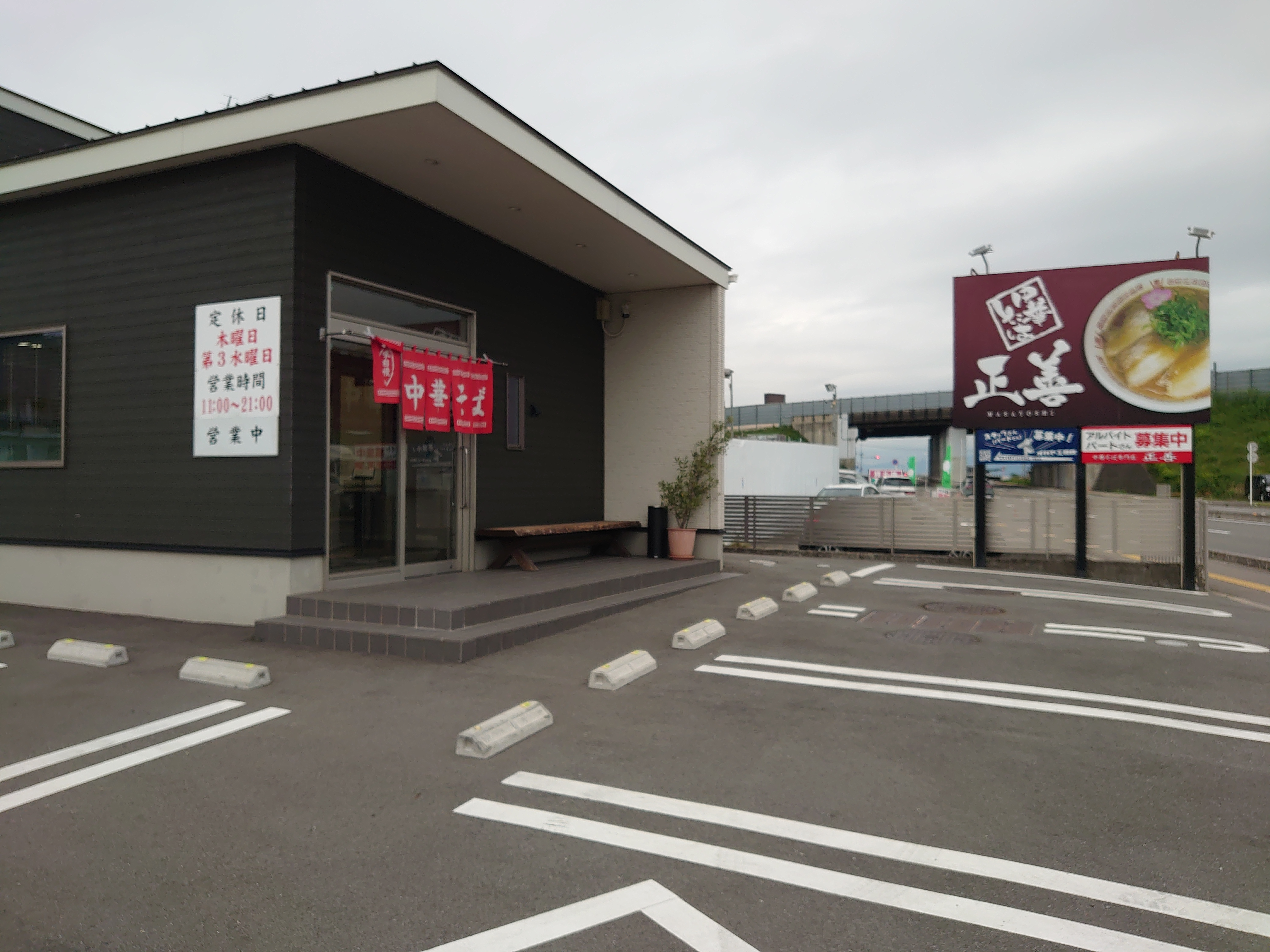
中華そば専門店 正善 （和歌山市直川）。県道7号の新道開通に伴い新道沿いに移転してきたので、店は真新しいが、旧店時代の2005年には安倍晋三自民党幹事長も訪れ[7]サインを贈った老舗の銘店である
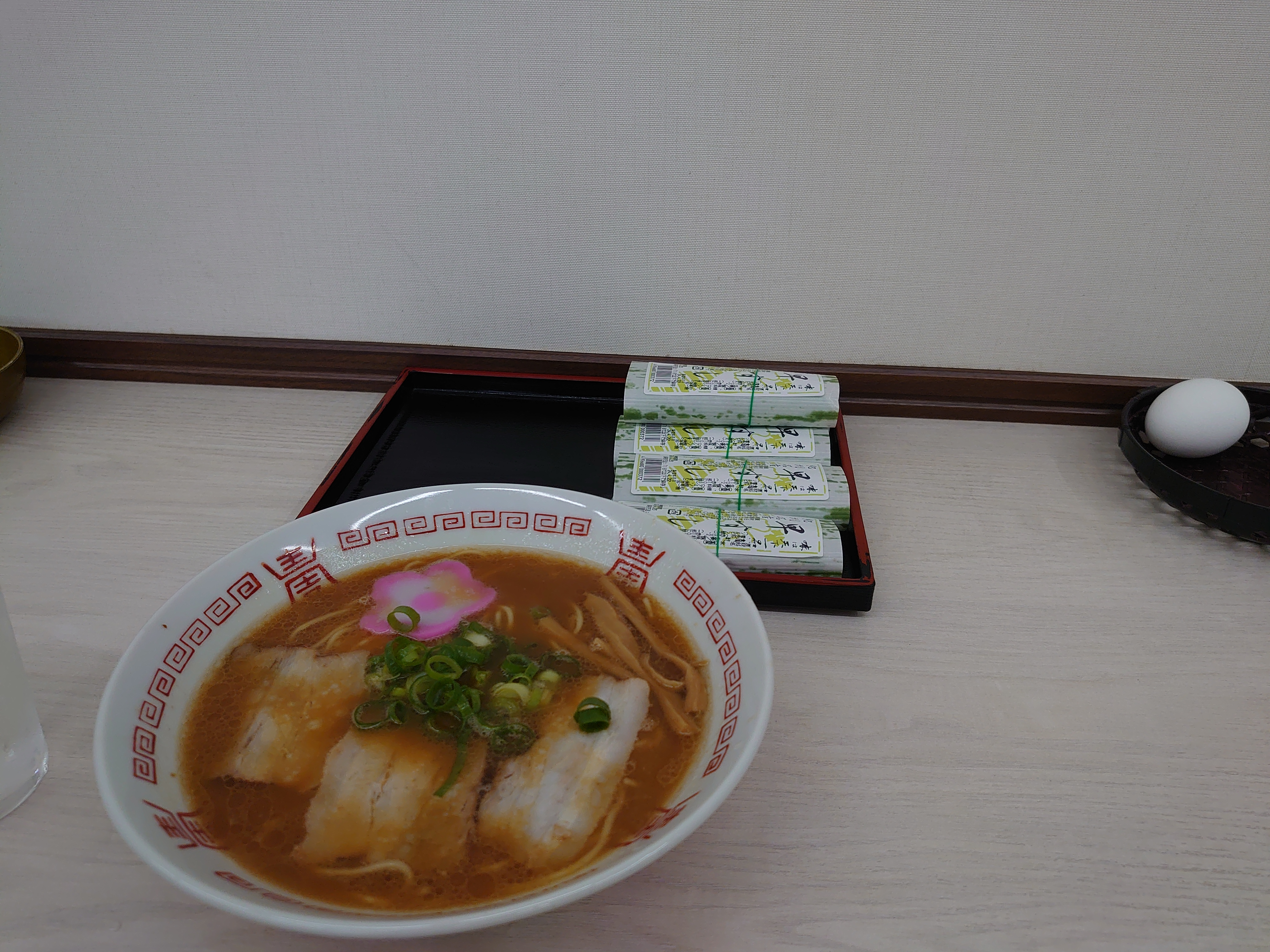
正善の中華そば。やはりサイドメニューとして寿司と玉子がある。会計伝票はなく、食べた後に会計で寿司と玉子を食べた数を自己申告するのが特徴

### 車庫前系
旧・車庫前（和歌山市西高松）で屋台を展開していた丸髙（現在の本店はアロチ、和歌山市友田町）を本家として、その味を受け継いだ店舗の総称。「丸京」「丸宮」など、名前に「○」が付く店が多い。スープのベースは井出系と同じで、味は濃いが、醤油が強く、げんこつではなく背骨を使うため、ややあっさりしている。なお丸髙は神戸市内にも店舗を持っており、本場の味が味わえる。

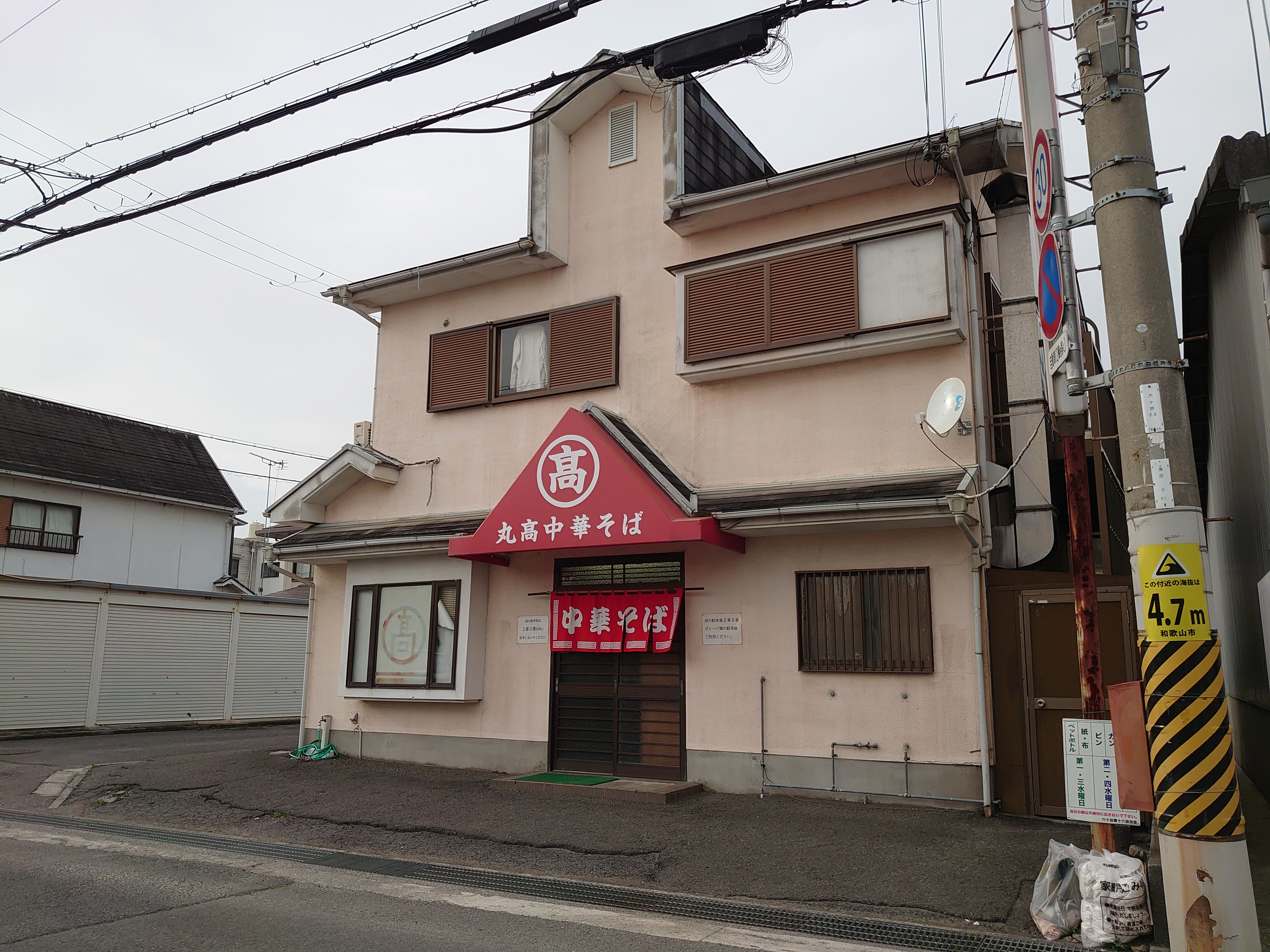
丸髙（六十谷店、和歌山市六十谷）。
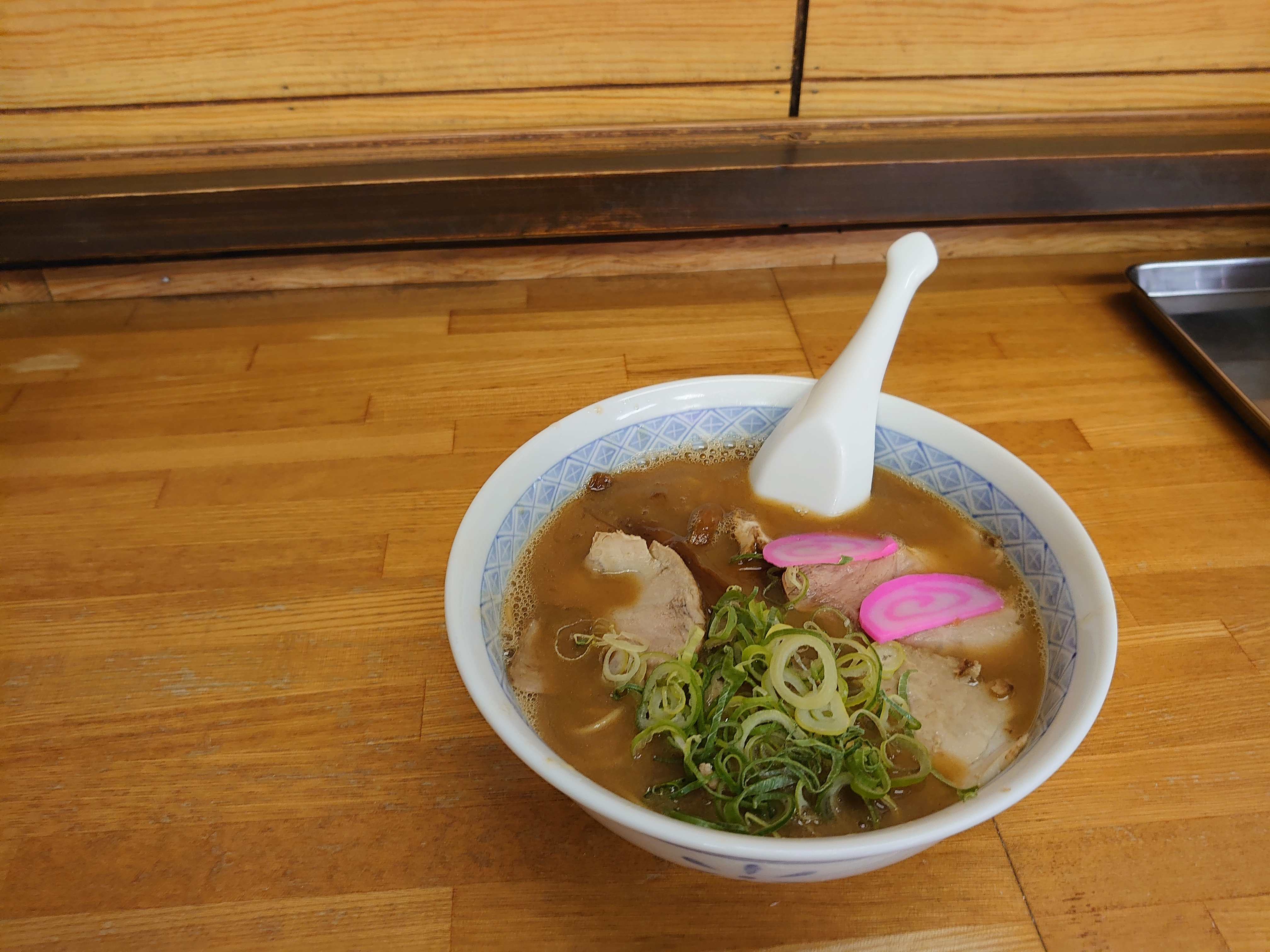
丸髙（六十谷店）の中華そば。和歌山県最大の繁華街であるアロチの発祥で、飲んだ後の締めのラーメンを食べながらさらに飲む前提であるため、サイドメニューとして「酒」と「おでん」がある
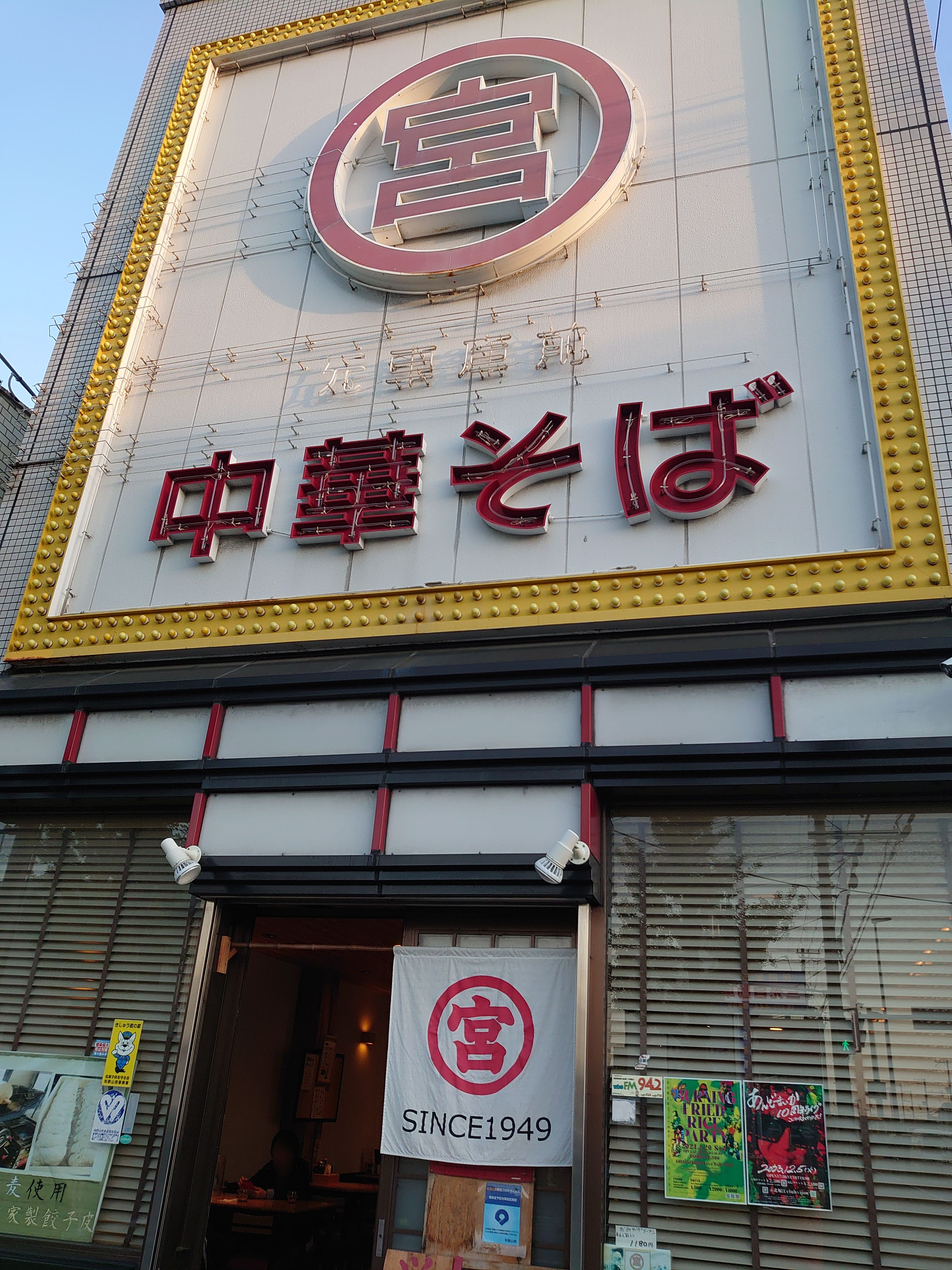
元車庫前 丸宮中華そば 本店（和歌山市毛見）。国体道路沿い・紀三井寺競技場前の派手な電飾が目印で、「元車庫前」としてブランディングを行っている
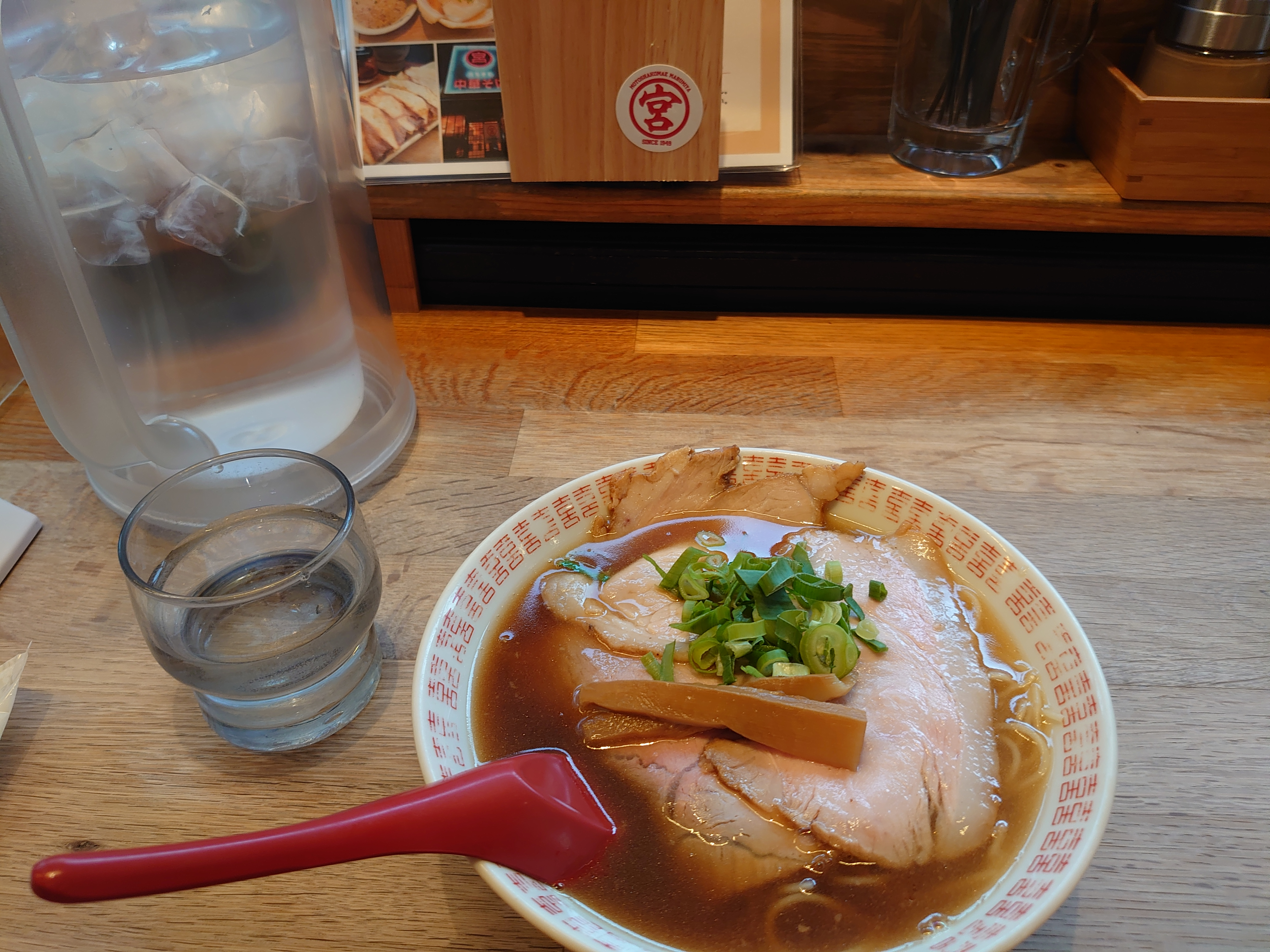
丸宮（本店）の中華そば。サイドメニューとして餃子が名物となっている

### グリーンコーナー
地元で製茶業を営む玉林園が展開する軽食チェーン。ラーメンを中心として、サイドメニューが豊富である。和歌山ラーメンはバリエーションが「中華」と「特（チャーシューメン）」の2種類しかない店舗も多いが、グリーンコーナーはバリエーションやセットの多さが特徴。特に「てんかけラーメン」が名物となっている。スープは鶏ガラベースで、味はあっさり。サイドメニューとして、当然ながら寿司があり、また明石焼きもある。玉林園は抹茶のアイスクリーム「グリーンソフト」を展開していることから、サイドメニューとしてアイスなどのスイーツも豊富である。地元の大型スーパーであるイズミヤ和歌山店やイオンモール和歌山のフードコートにも展開しており、和歌山県民に日常的に食されている。

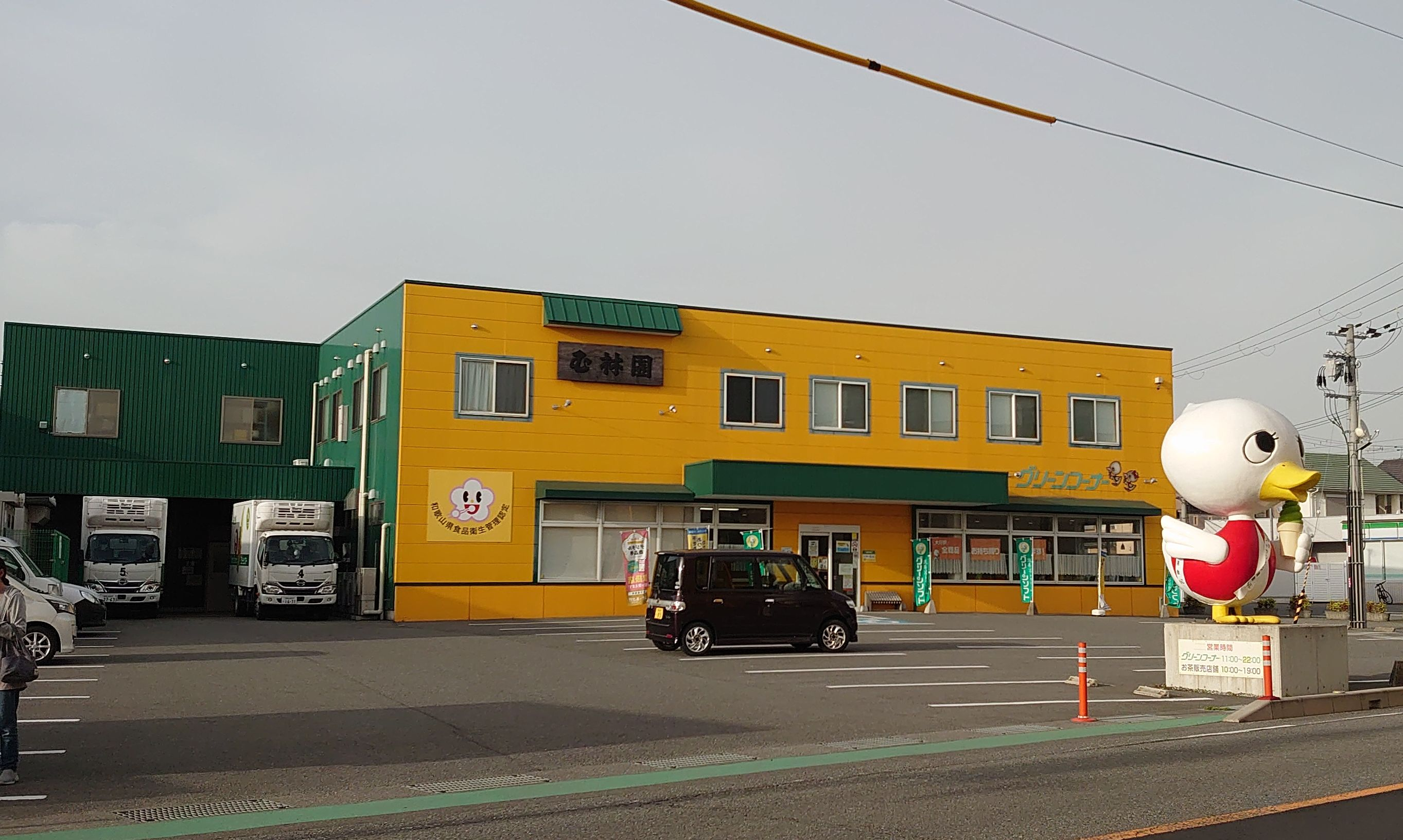
グリーンコーナー本店（和歌山市出島）
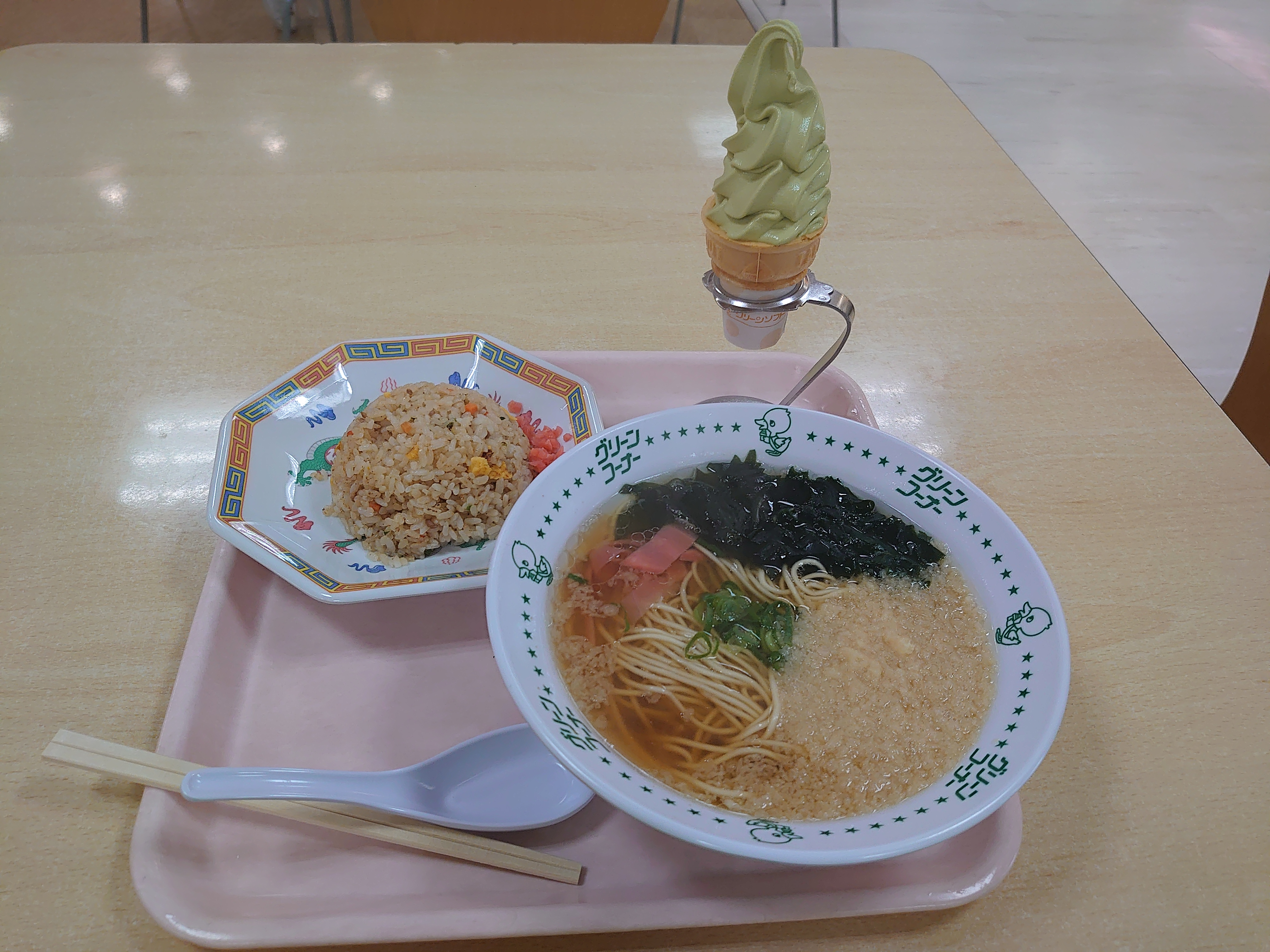
グリーンコーナー名物、てんかけラーメン。ミニチャーハンをセットで頼んでも690円（2024年現在）と、安くて旨いので、県民に日常的に食されている（なお店舗はグリーンコーナー イズミヤ店、以下同）
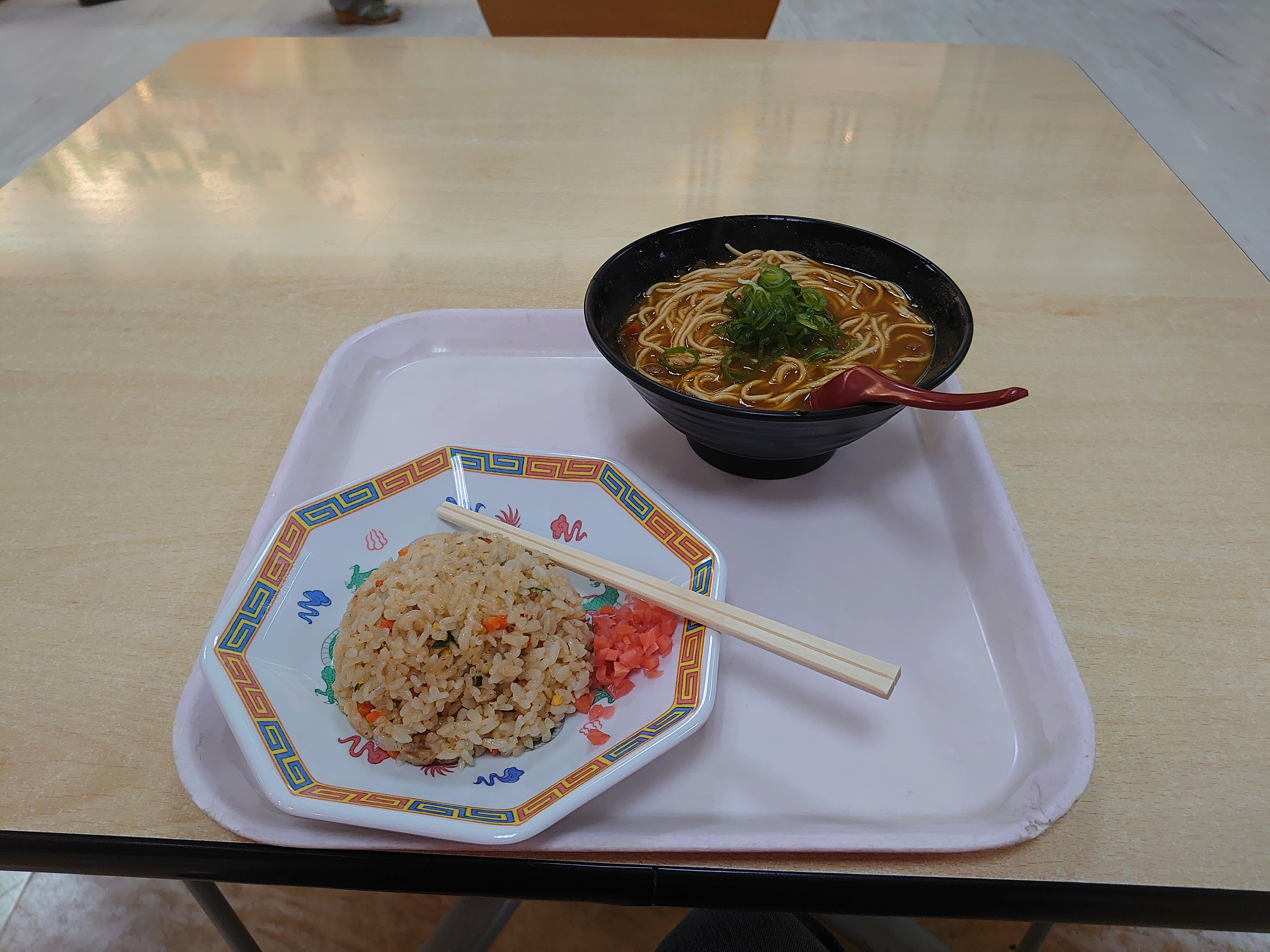
カレーラーメンセット。グリーンコーナーはメニューのバリエーションの多さが特徴
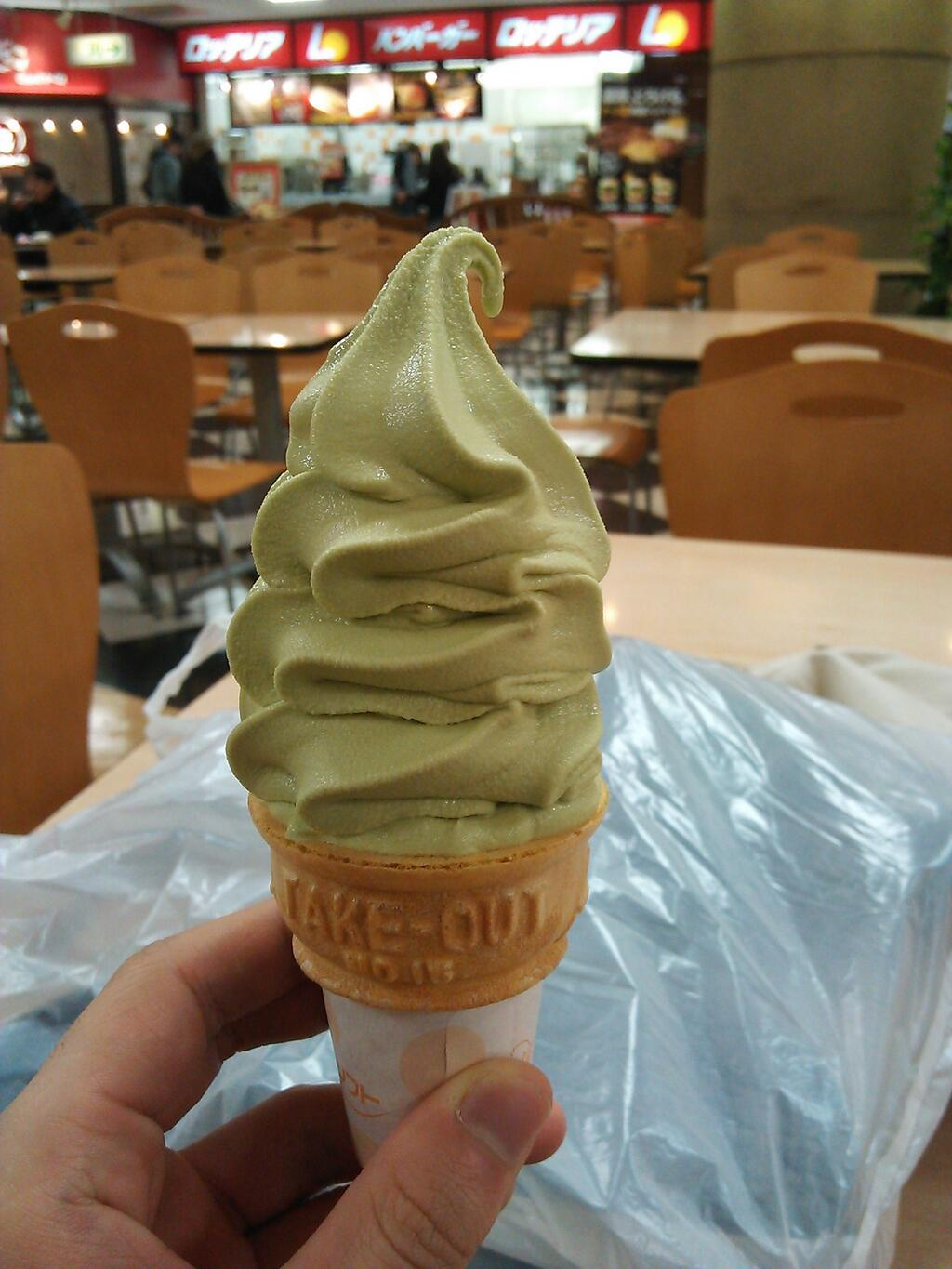
ラーメンの締めとして食べられる、抹茶アイスのグリーンソフト。グリーンコーナーだけでなく、県内の全てのスーパー・コンビニでも売っている和歌山名物だが、グリーンコーナーでは柔らかいのが食べられる。

### その他
それ以外にもいろいろあり、主な店は、和歌山市観光協会の制作するラーメンマップに掲載されている。また、有田市や紀の川市など、和歌山市の外にもいくつか有名店がある。古くからの町中華、大衆食堂や新しめの創作系ラーメンを含めて、ラーメンマップに掲載されていなくても名店は多いが、まれに観光客に厳しい店もあり、うるさい子供NG、写真NGの店もあるので注意が必要。

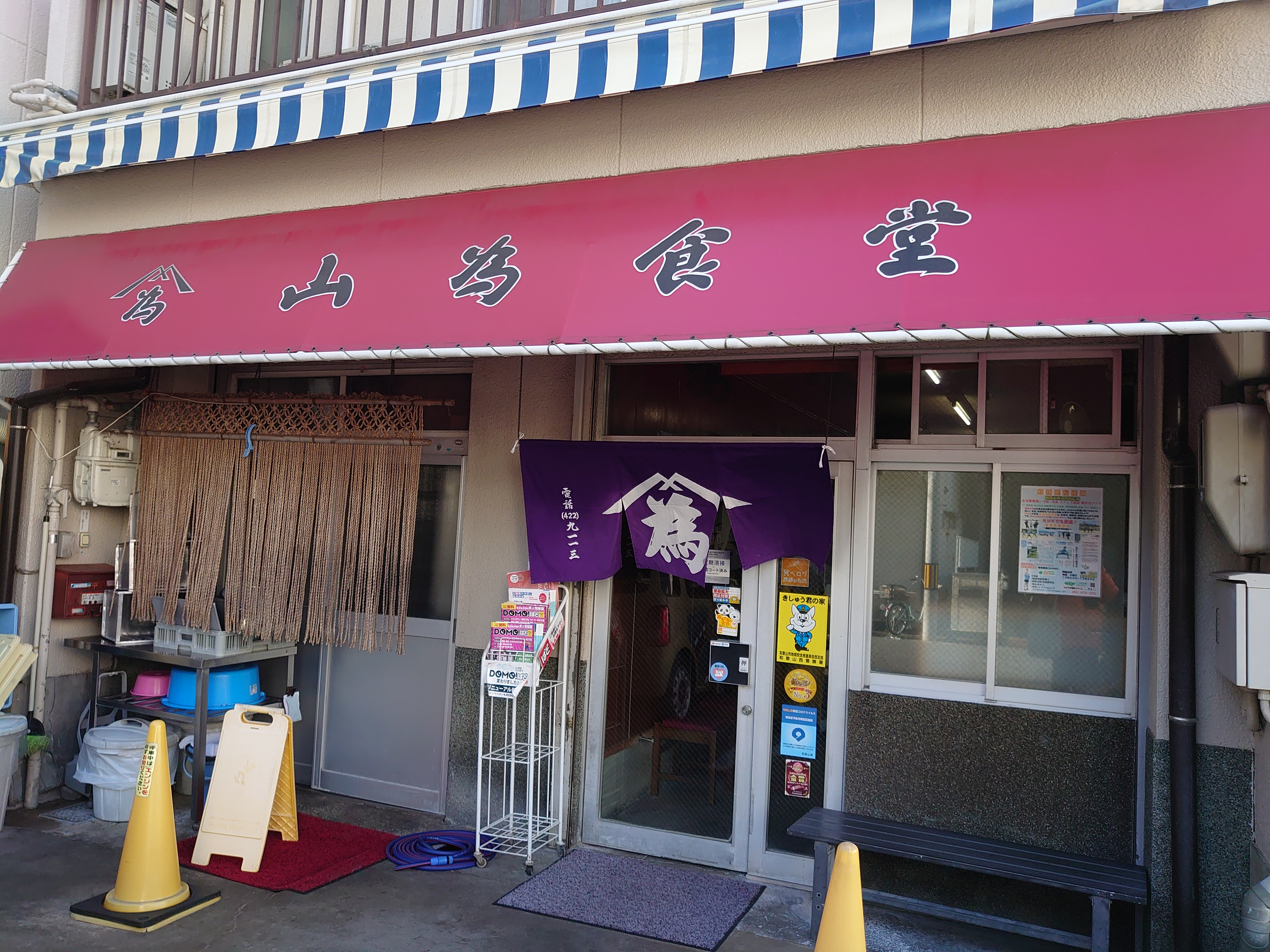
山為食堂（和歌山市福町）。和歌山市中心部のビジネス街にある大衆食堂で、客層はサラリーマンがメイン[8]。1953年創業で、屋台発祥ではない店舗のラーメン店としては最古との説がある
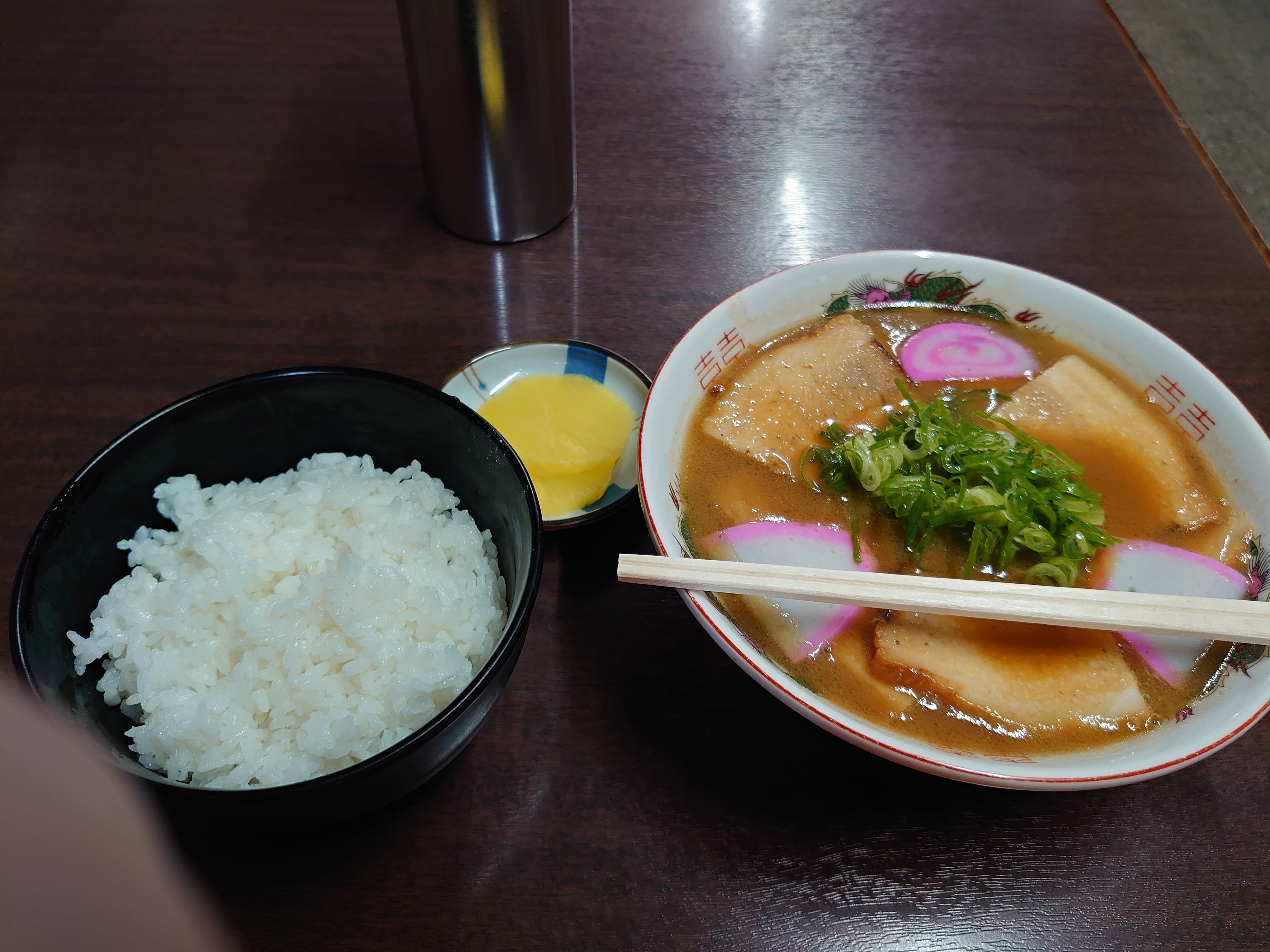
山為食堂のチャーシュー麺「セット」（ラーメン+ライス+漬物）。大衆食堂だけあってメニューは豊富で、特に「紀の川漬」が名物だが、ラーメンは本格的である
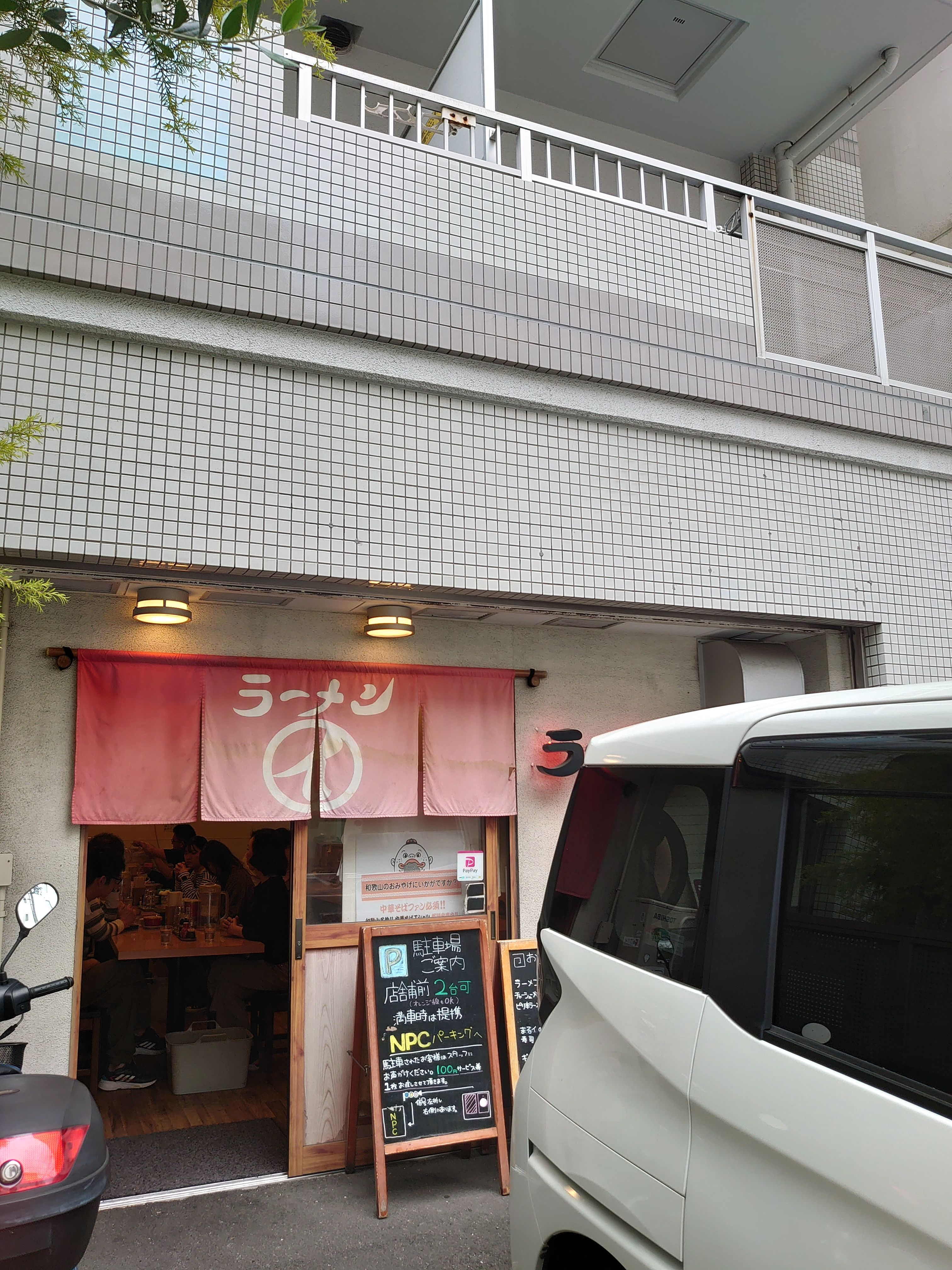
和歌山ラーメン まるイ 十二番丁店（和歌山市十二番丁）。和歌山市役所の裏手にある、やや新しめのおしゃれな店
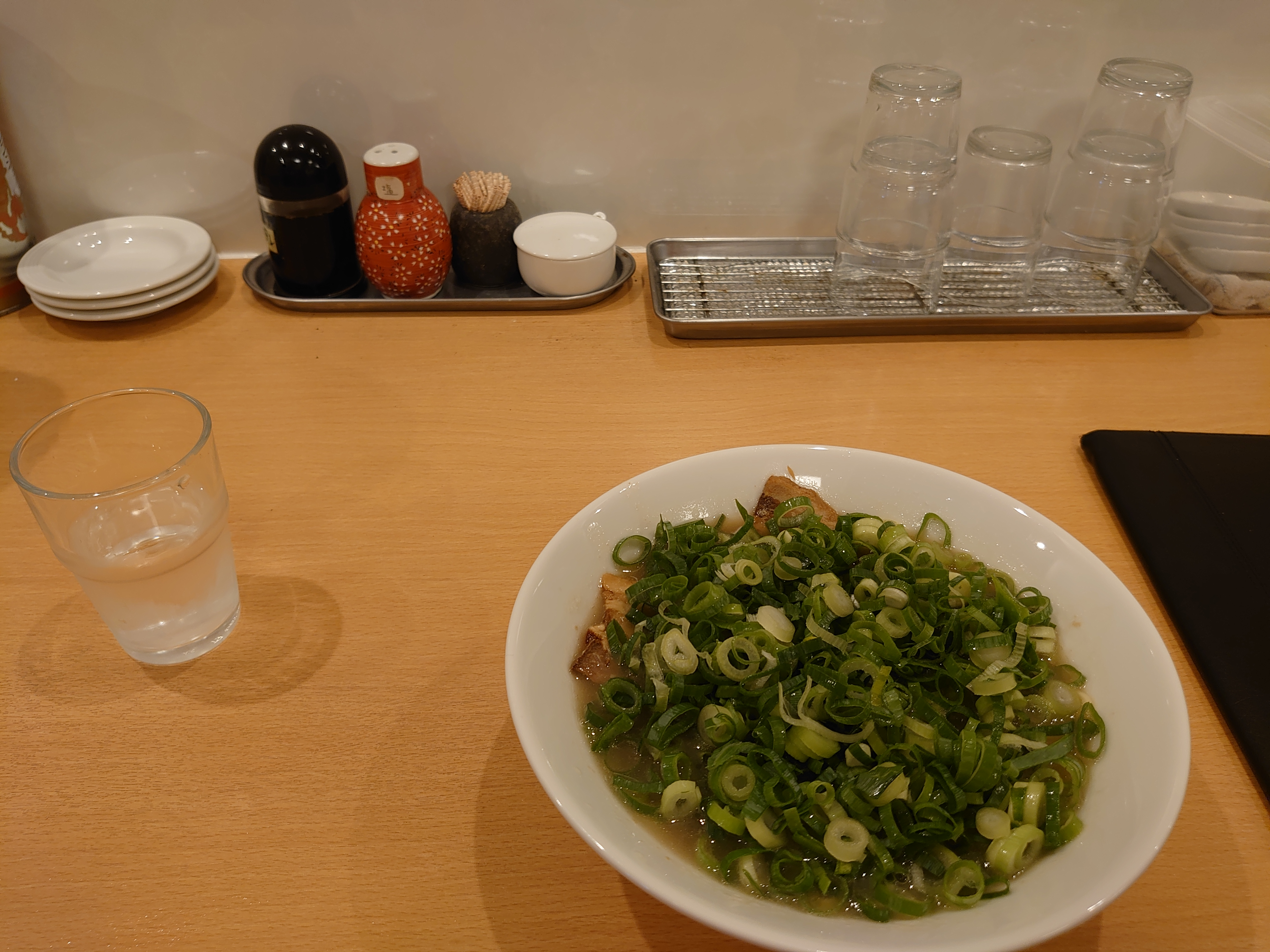
まるイ 十二番丁店のラーメン。ネギが多くてあっさりしているなど、いわゆる「和歌山ラーメン」としては独創性が強いが、やはりサイドメニューとして寿司と玉子がある
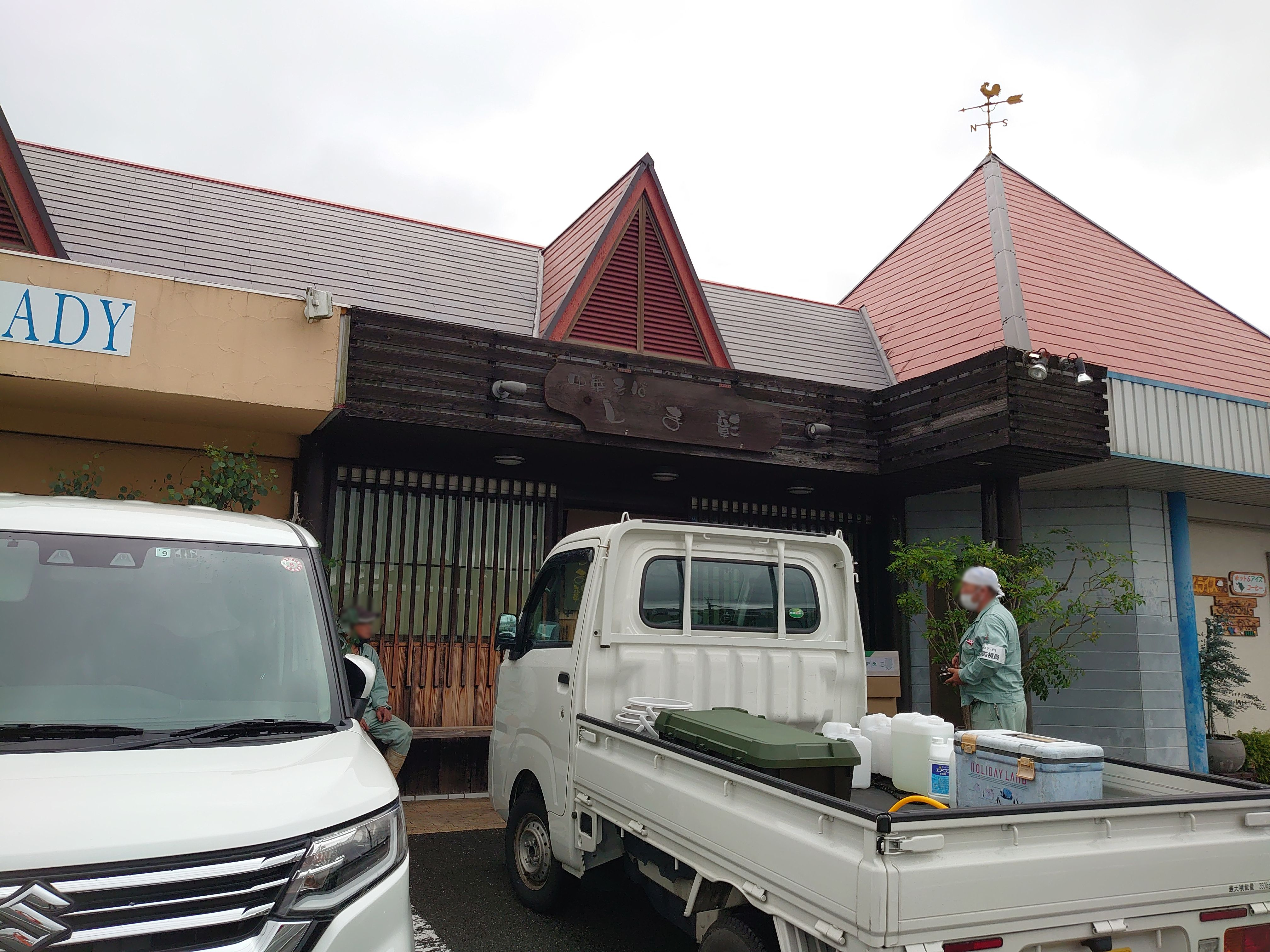
しま彰（紀の川市貴志川町長原）。周辺に山と田畑以外は何もない田舎町「甘露寺」に、「ドラッグセイムス」を中心として店舗などが集積した区画があり、その内の1店舗。打田の「うらしま」（紀の川市花野）の味を継いでいる
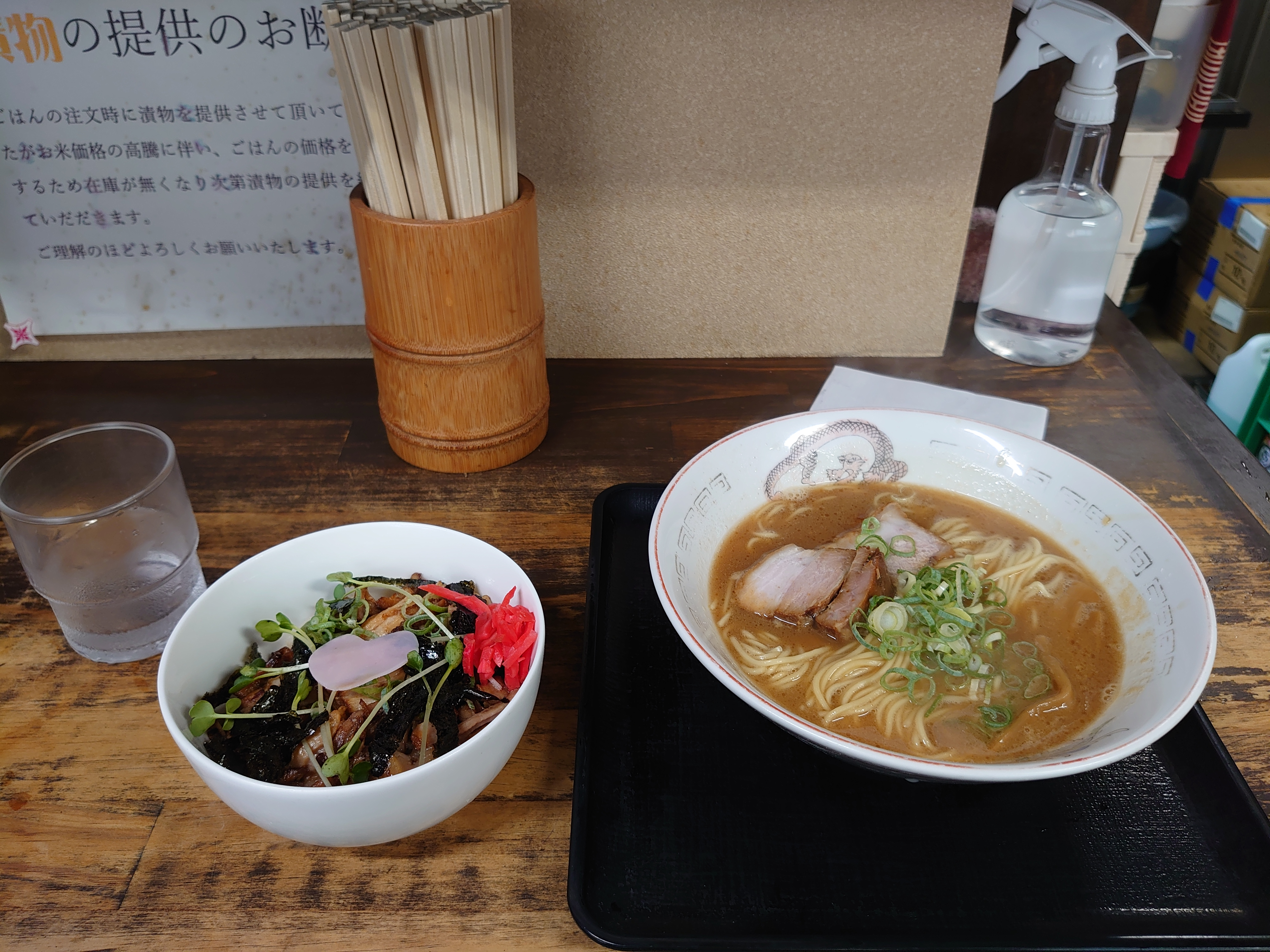
しま彰の中華そば。サイドメニューとして「チャーシュー丼」がある（2020年から2024年まで漫画『鬼滅の刃』の恋柱・甘露寺蜜璃と甘露寺のタイアップが行われており、「どす恋丼」と称していた。その名残でハート形のハムが乗っている）。

和歌山市内のラーメン店が必ずしもいわゆる「和歌山ラーメン」というわけではなく、地元資本による横浜家系ラーメン、二郎系ラーメン、つけ麺、長浜豚骨ラーメンなどの店舗が存在する。

### 全国チェーン店
全国チェーンで「和歌山ラーメン」を展開する県外資本の外食事業者が存在し、和歌山県内でも展開している。

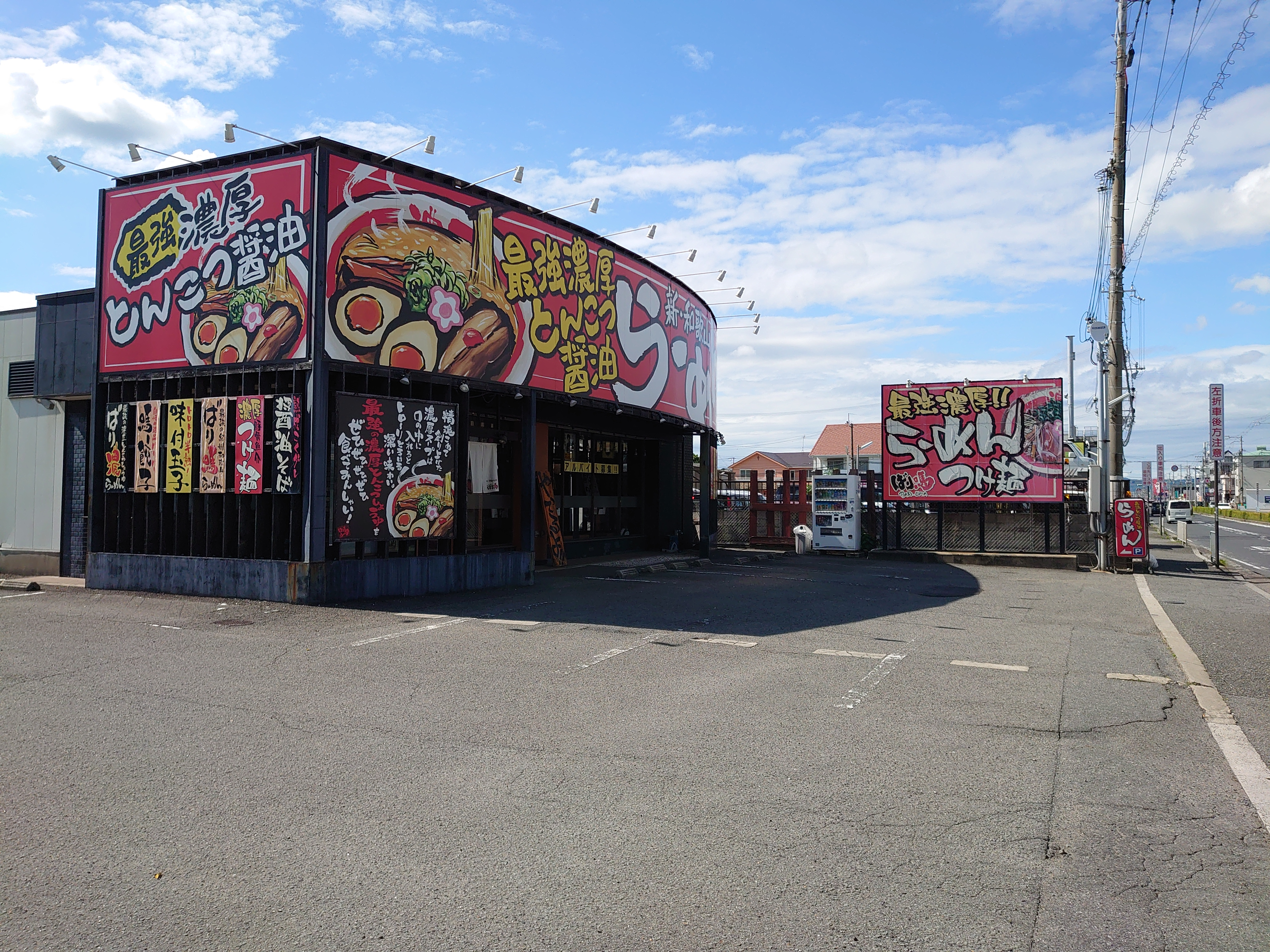
ばり嗎 和歌山紀三井寺店（和歌山市毛見）。和歌山市内で3店舗（2024年現在）を展開する人気チェーン店で、和歌山市観光協会公式のラーメンマップにも掲載されているが、実は県外資本の全国チェーンで、これを展開する株式会社ウィズリンク（吉野家ホールディングス傘下）の本社は広島県広島市である。
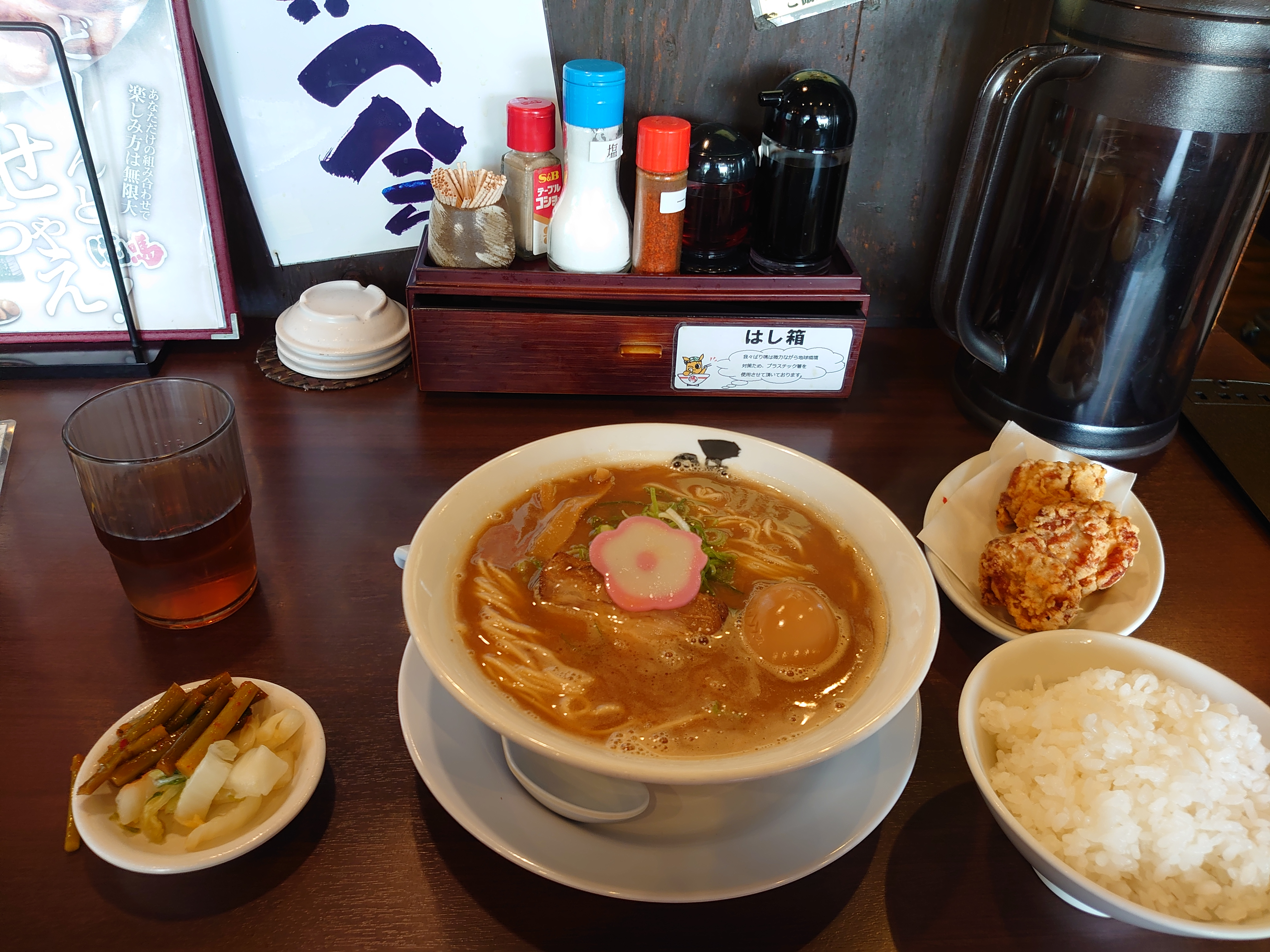
味玉ばり嗎ラーメン。紀州産の醤油を使用し、広島発の「新・和歌山ラーメン」を標榜している。味はこってり。無料の漬物が付いている。
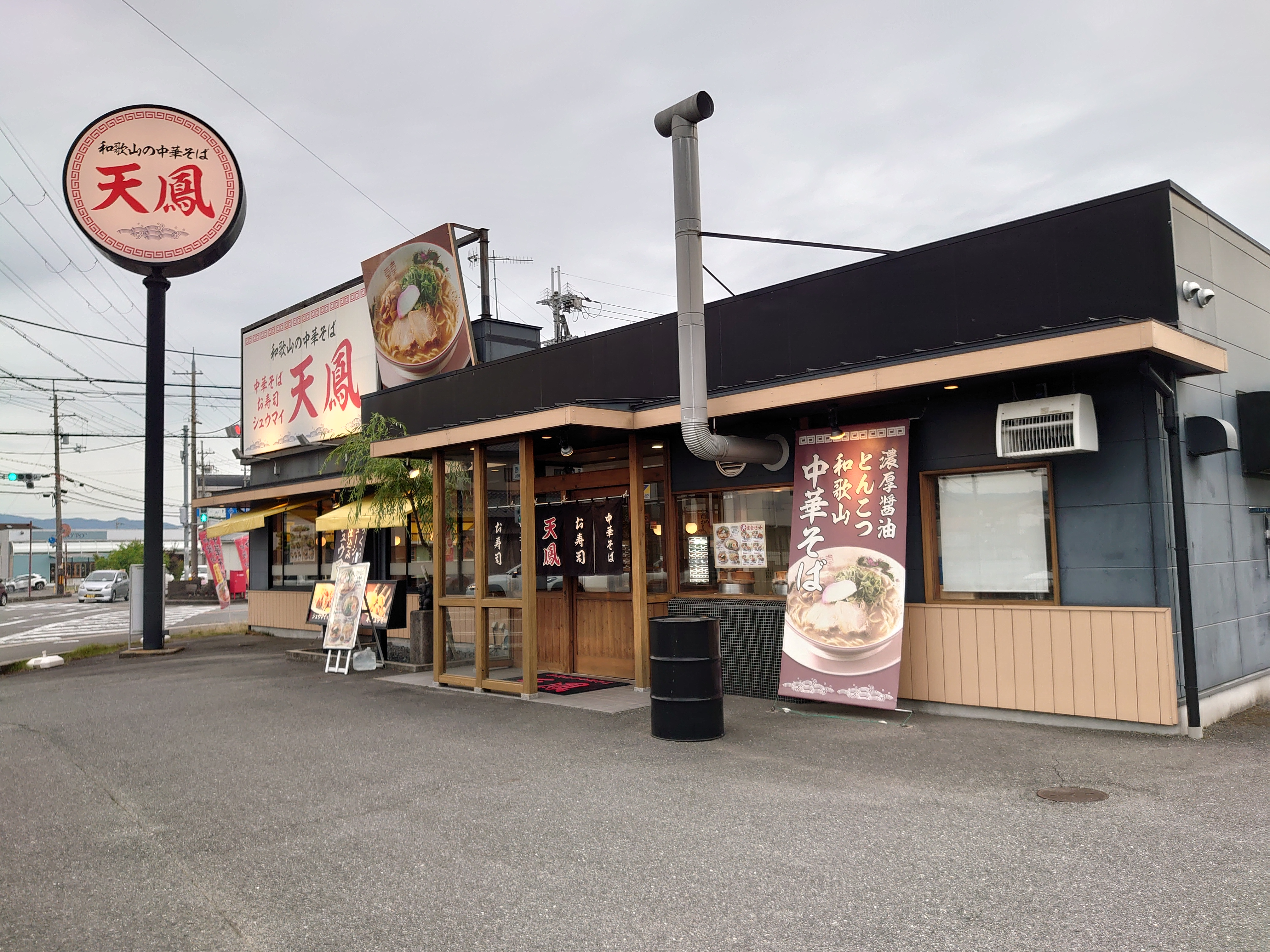
和歌山の中華そば 天鳳 紀の川貴志川店（紀の川市貴志川町丸栖）。外食大手・フジオフードシステム（大阪市北区）の展開する外食チェーンの業態。ちなみにこの店舗は、同社の主力業態「まいどおおきに食堂」（紀の川貴志川食堂）の「居抜き」である。
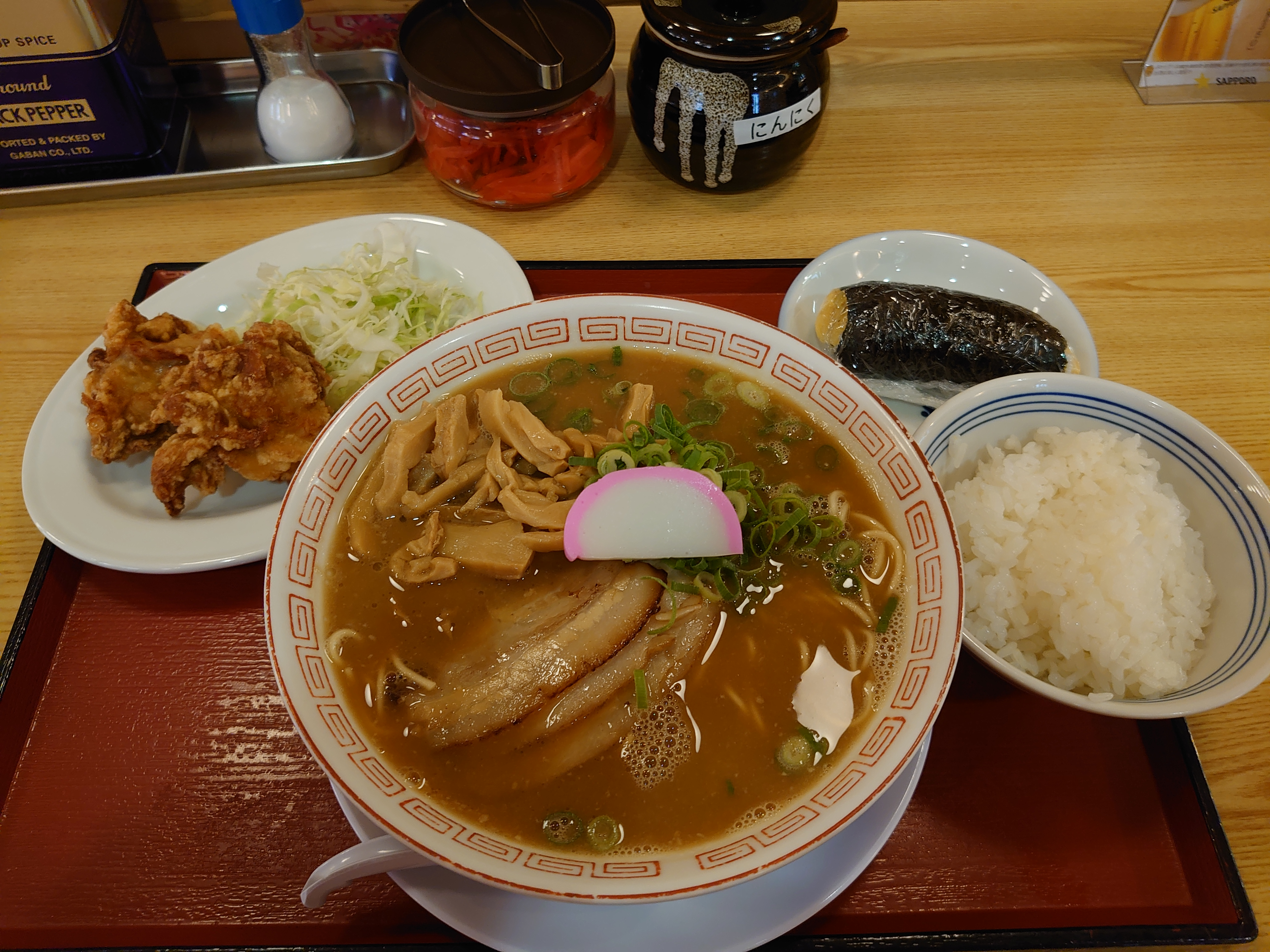
「天鳳」の「和歌山醤油とんこつらーめん」。やはり味は井出を模した物で、サイドメニューとして寿司と玉子の他、いろいろある。注文は食券方式

### 関東風和歌山ラーメン
「和歌山ラーメン」を称して関東で展開している店舗の総称。戸田の「麺屋あがら」（埼玉県戸田市上戸田）、溝の口の「まっち棒」（神奈川県川崎市高津区溝口）、大井町の「のりや食堂」（東京都品川区東大井）などがある。井出系を模した物が多いが、戸田の「麺屋あがら」は打田の「うらしま」（紀の川市花野）と甘露寺の「しま彰」（紀の川市貴志川町長原）を手本しているとのこと。和歌山県に行かなくても食べられるが、和歌山県民が食することは全くない、関東風のラーメンである。

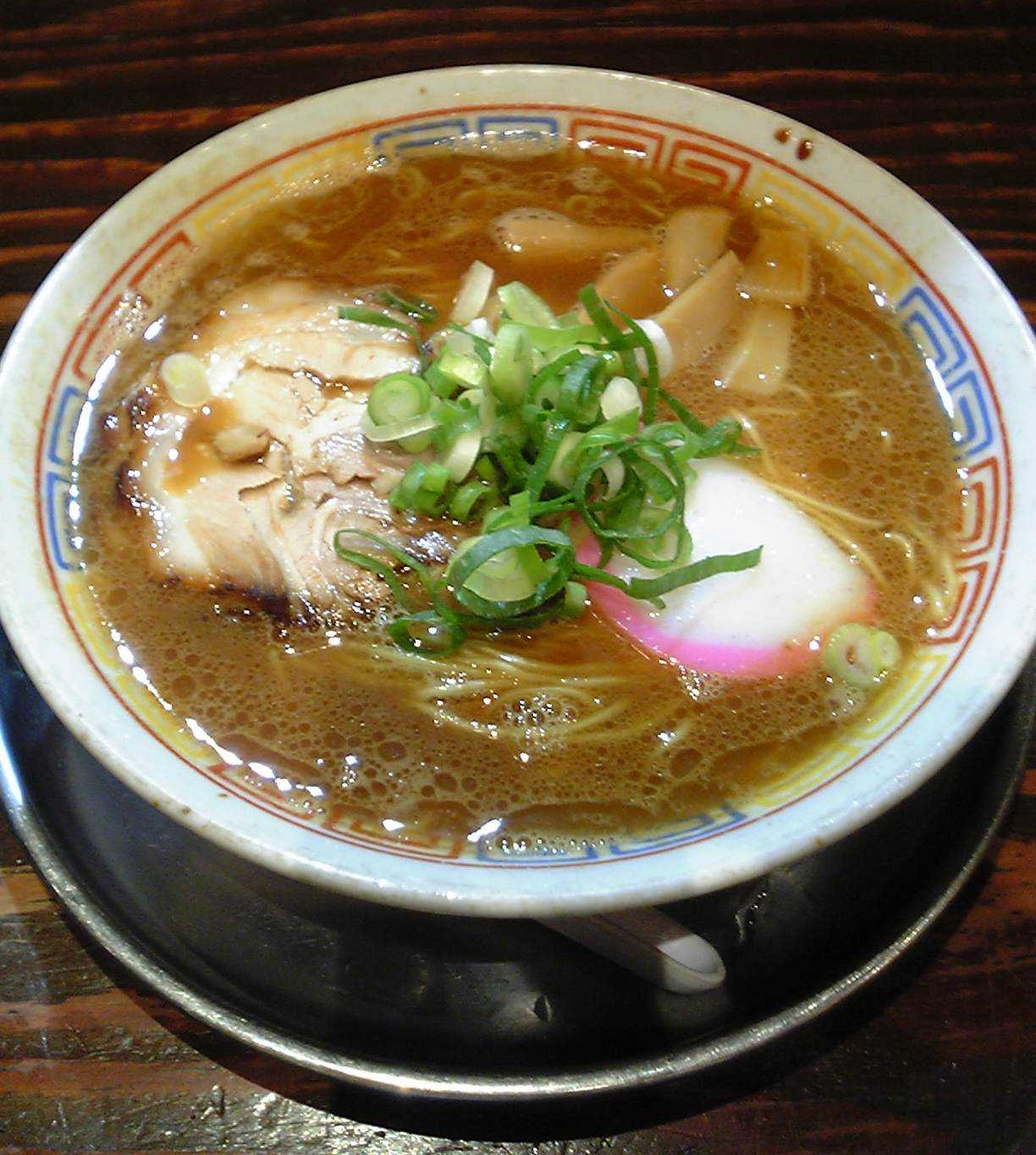
まっち棒（神奈川県）の「和歌山ラーメン」